# Dům U Židovské brány
Dům U Židovské brány je kulturní památka ČR, nachází se v Třebíči, v části Zámostí.

## Historie
Dům U Židovské brány, v židovském městě Třebíči č. p. 10, zmiňují prameny poprvé v roce 1724, kdy byl uveden mezi tzv. novými domy. Právě v tomto roce už vlastnil dům Simon Hirschl Schimerle Neustädtler, který tuto část získal jako věno svojí ženy – dcery prvního doloženého držitele domu v roce 1724 již zemřelého Jonase Schamsche. Roku 1772 koupil dům Isak Polnauer, který patřil k významným představitelům moravského židovstva. Pozemkové knihy založené v roce 1785 zmiňují Isaka Polnaura jako zemského staršího a významného obchodníka provozujícího v Třebíči už 25 let obchod s kávou, cukrem, kořením i různými barvivy. V té době byl dům pouze přízemní a patřil vždy jen jednomu vlastníkovi. Zřejmě po ničivém požáru v roce 1821 majitelé dům opravili a zároveň nadstavěli 1. patro, protože ve stejném roce byl dům rozdělen na dva domovní díly. K domovnímu dílu „A“, který v polovině 19. století patřil Eleonoře Polnauerové, se přicházelo skrz tzv. „Židovskou bránu“ a vstupovalo se vpravo umístěnými dveřmi do prvního patra. Tento díl byl tvořen dvěma nezaklenutými pokoji s trámovým záklopovým stropem, jedním malým pokojem s plackovou klenbou, chodbou a komorou. Součástí domovního dílu „A“ byl také zaklenutý krám Eleonory Polnaurové nacházející se rovněž v 1. patře.
Do domovního dílu „B“, který roku 1821 koupili Diamandovi a který se nacházel v přízemí, se vstupovalo přímo z „Židovské brány“. Jedna z celkového počtu tří zaklenutých místností (dnešní kavárna U Židovské brány) sloužila už v polovině 19. století jako kupecký krám, přesto je v pozemkové knize uvedeno, že dříve sloužila jako světnice. Na něj navazoval další menší krámek s výčepem kořalky a poslední místnost využívala opět Eleonora Polnaurová jako kupecký krám.

## Židovská brána
V pozemkových knihách Židovského Města Třebíč se několikrát objevilo v souvislosti s domem č. p. 10 označení tzv. „Židovská brána“. Prostor mezi domy č. p. 11, 12 částečně i mezi 10 a 13 byl v průběhu 19. století zaklenut a díky tomu vznikl dojem, že se do židovského ghetta vstupuje jakousi bránou. Při ničivém požáru v roce 1873 „brána“ shořela. Majitelé domovního dílu „A“ nechali dům opravit a vše připravili na opětovné zaklenutí průchodu. Proto nad částí domu č. p. 10 tesaři udělali pouze polovinu krovu k hřebenu a vzniklý otvor vyzdili zedníci. Jenže majitelé domu č. p. 13 už původní dispozici neobnovili, pouze nechali spravit střechu nad svým domem.
V letech 2012 – 2014 byl dům opraven a respektuje stavební styl přelomu 19. a 20. století. Dům U Židovské brány je na seznamu nemovitých kulturních památek ČR a v současné době je zde kavárna & vinárna a možnost ubytování v apartmánu.